# Enville (Tennessee)
Enville è un comune degli Stati Uniti d'America, situato nello Stato del Tennessee, diviso tra la Contea di Chester e la Contea di McNairy.